# Harald Paetz
Harald Johan Caspar Paetz (5. září 1837 Kodaň – 21. listopadu 1895 Kodaň) byl dánský portrétní fotograf a herec, ženatý s herečkou Julií Paetzovou.

## Život a dílo
Byl synem malířského mistra Petra Felixe Paetze (1810-1890) a 29. dubna 1864 si vzal Julianu (nebo Julii) Smithovou. Byl královským hercem, ale protože nebyl spokojený se svým postavením v Královském divadle, odešel z něho v létě 1865, doprovázený svou manželkou. Začal se živit jako fotograf a stal se dvorním fotografem, kterým byl až do své smrti v roce 1895.
Jeho syn Harry Paetz (1870-1932) v podnikání svého otce pokračoval.

## Galerie

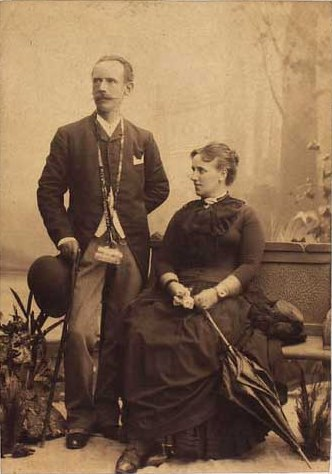
Autoportrét: Harald a Julie Paetzovi, před 1895
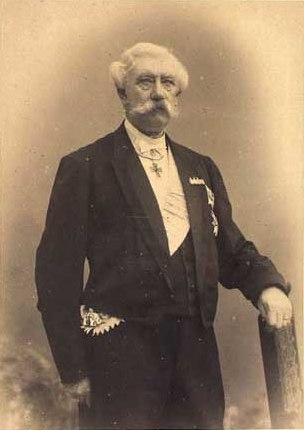
Carl Ludvig Løvenskiold
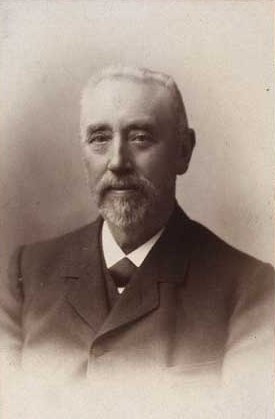
Jørgen Pedersen (1841-1920)
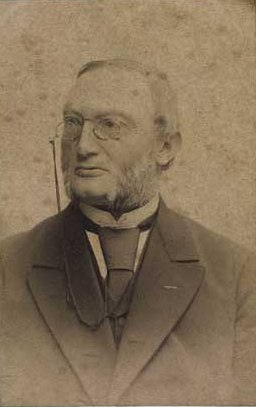
Carl Christian Vilhelm Liebe (1820-1900)